# Arthroleptis mossoensis
Espèce
Synonymes
- Schoutedenella mossoensis Laurent, 1954

Statut de conservation UICN

 DD  : Données insuffisantes
Arthroleptis mossoensis est une espèce d'amphibiens de la famille des Arthroleptidae.

## Répartition
Cette espèce est endémique du Burundi. Elle se rencontre dans la province de Rutana à 1 200 m d'altitude.

## Étymologie
Son nom d'espèce, composé de mosso et du suffixe latin -ensis, « qui vit dans, qui habite », lui a été donné en référence au lieu de sa découverte, la ville de Mosso.

## Publication originale
- Laurent, 1954 : Remarques sur le genre Schoutedenella. Annales du Musée Royal du Congo Belge. Nouvelle Série in-quarto. Sciences Zoologiques, no 1, p. 34-40.